# غيدقة سوداء الخطوط
غيدقة سوداء الخطوط (الاسم العلمي: Hydrophis melanosoma) (بالإنجليزية: Black-banded or robust seasnake)‏ هي نوع من الزواحف تتبع جنس الغيدقة من فصيلة العرابيد.